# Lilli Pilli
Lilli Pilli est une localité de la banlieue sud de Sydney en Australie, située dans le comté de Sutherland en Nouvelle-Galles du Sud

## Géographie
Lilli Pilli est une zone résidentielle de 90 ha qui s'étend sur la rive nord de l'estuaire de Port Hacking, sur le point sud-ouest de la péninsule sud de Caringbah, à 26 km au sud du quartier central de Sydney. Elle est limitrophe des quartiers de Caringbah South au nord, Dolans Bay et Port Hacking à l'est.
Une autre localité de Nouvelle-Galles du Sud appelée Lilli Pilli est située dans le comté d'Eurobodalla à 12 km au sud de Batemans Bay.

## Toponymie
La localité doit son nom au lilli pilli, un arbuste vivace du genre Syzygium smithii appartenant à la famille des Myrtaceae, endémique de la région.

## Histoire
Thomas Holt (1811-1888) possédait la plupart des terres qui s'étendaient de Sutherland à Cronulla, y compris les terres de la pointe. En 1840, les cartes paroissiales montraient également que 20 acres (8,1 ha) de terre sur la pointe appartenaient à Francis Mitchell. L'école publique a ouvert ses portes en 1957.

## Démographie
En 2016, la population s'élevait à 1 390 habitants.

## Politique
Lilli Pilli fait partie de la zone d'administration locale de Sutherland et relève de la circonscription de Cook pour les élections à la Chambre des représentants.